# Grobowiec Czerwonej Królowej

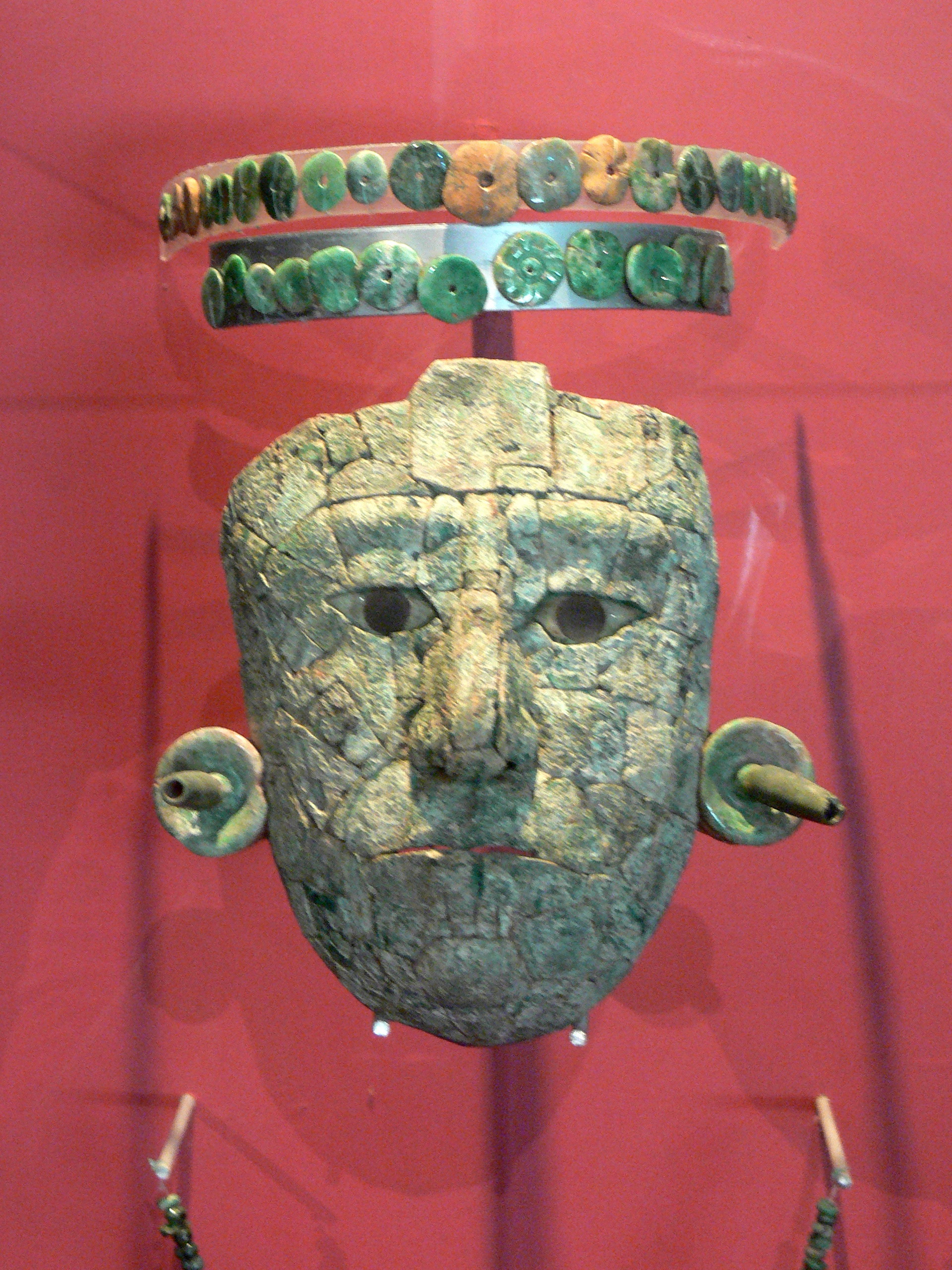
Maska Czerwonej Królowej

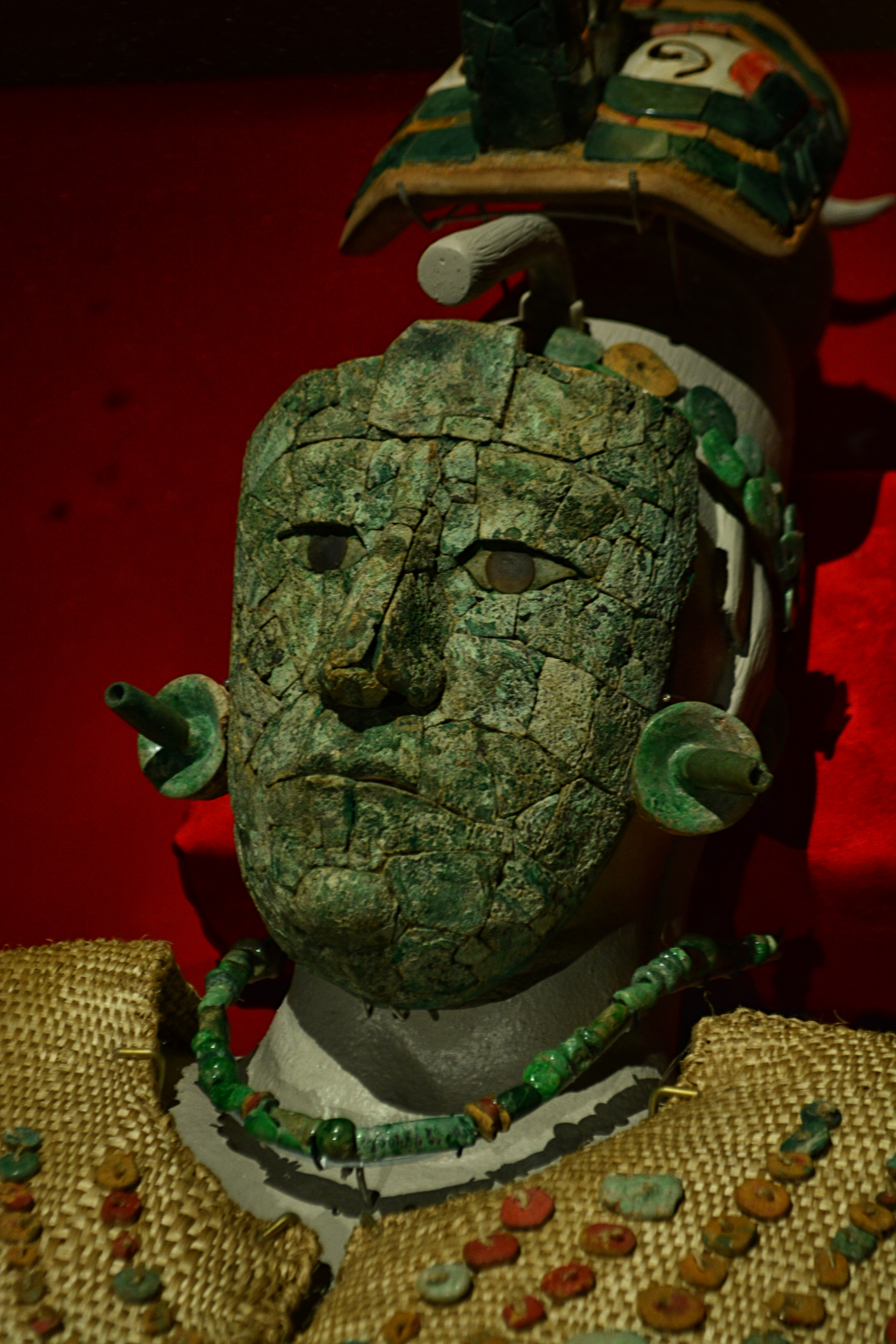
Maska Czerwonej Królowej

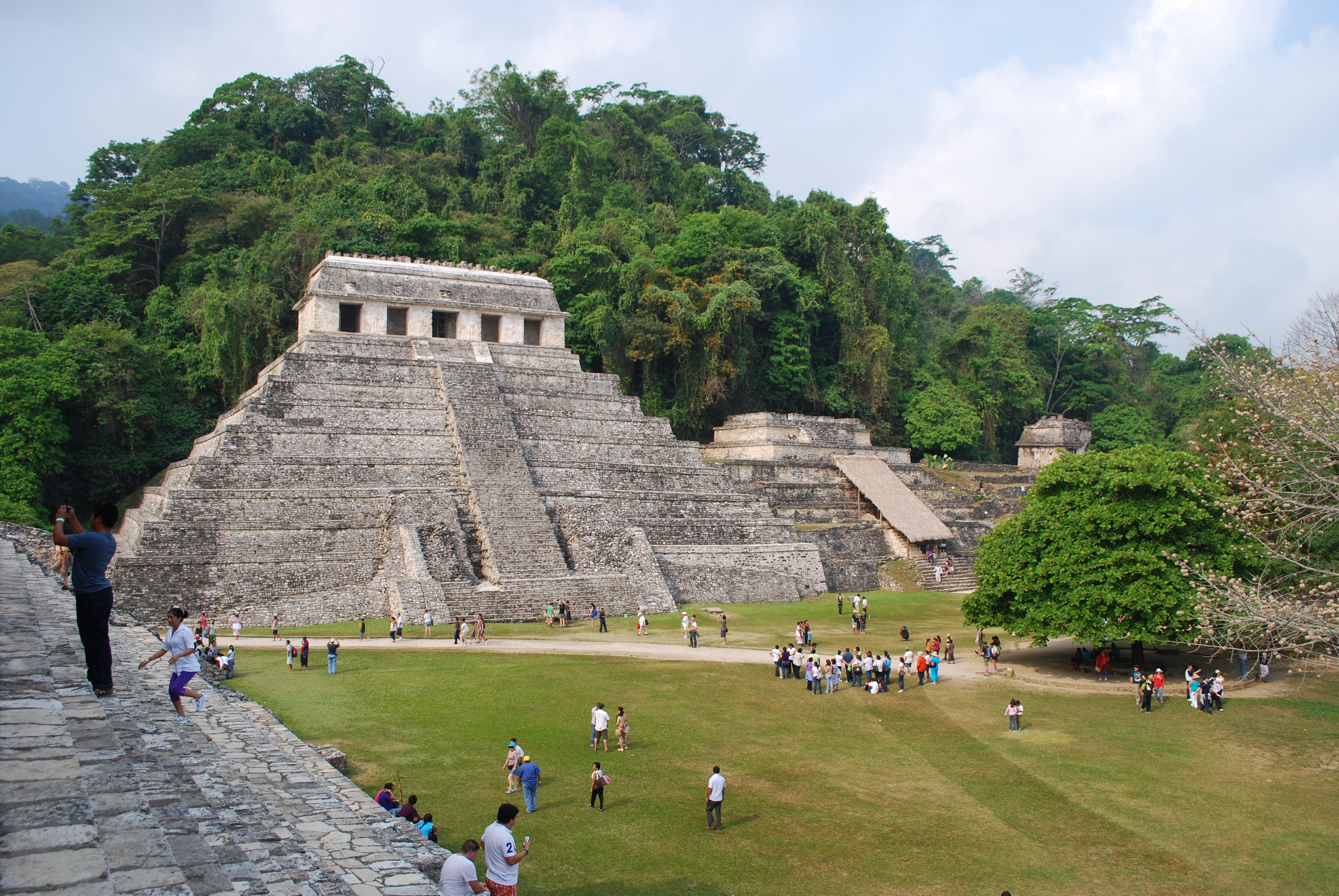
Piramida Inskrypcji, po prawej mniejsza Świątynia XIII

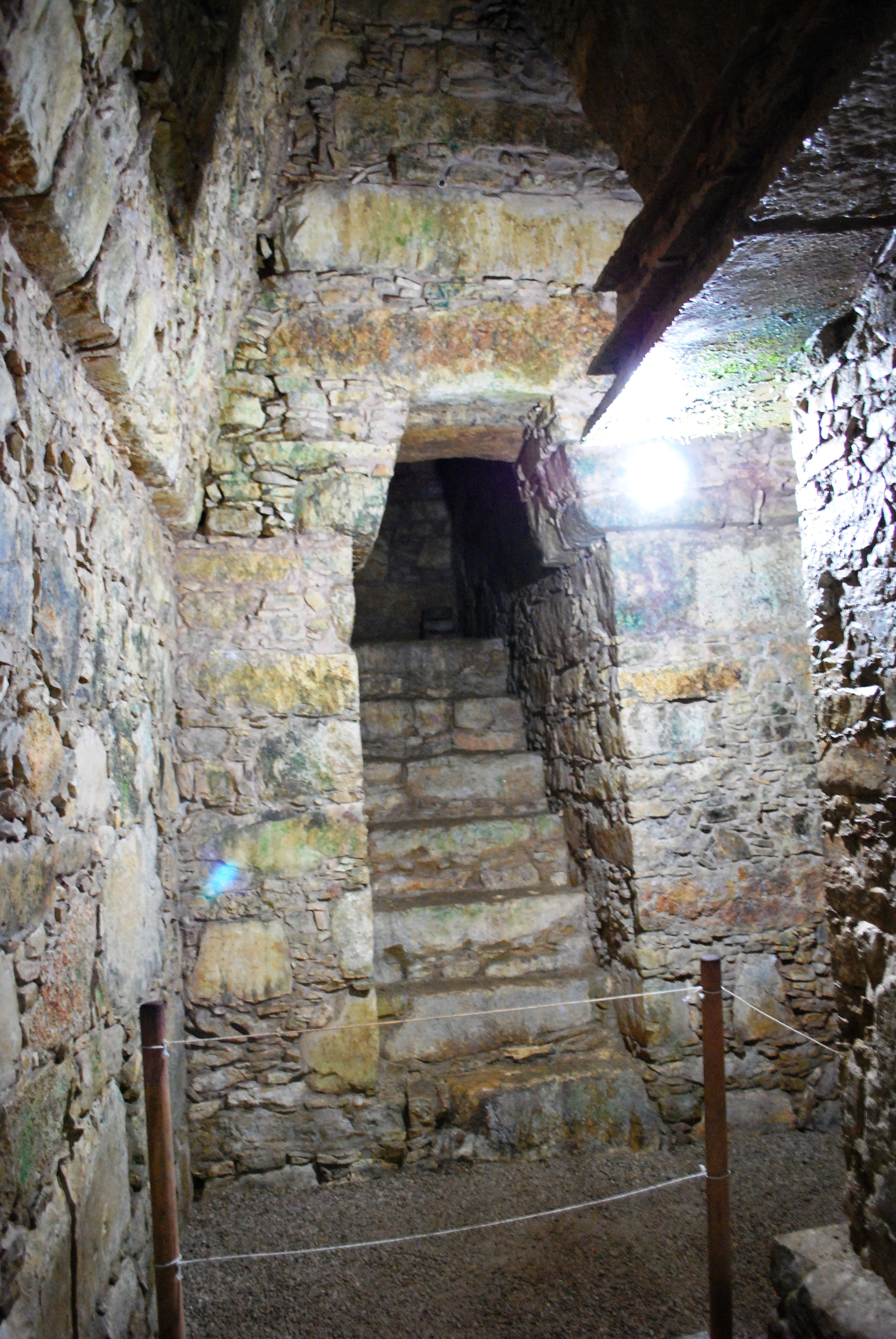
Korytarz wiodący do wnętrza grobowca

Grobowiec Czerwonej Królowej (hiszp. La Tumba de la Reina Roja) – komora grobowa zawierająca szczątki nieznanej majańskiej osobistości znajdująca się w tzw. Świątyni XIII w ruinach miasta Palenque w Meksyku, w stanie Chiapas. Nazwa grobowca wywodzi się od jasnoczerwonego cynobru, którym pokryte były szczątki i artefakty z sarkofagu.

## Odkrycie
Na początku lat 70. XX wieku rozpoczęto prace archeologiczne przy Świątyni XIII, których celem było m.in. ustalenie sposobu budowy i konstrukcji obiektu. W 1973 roku archeolog Jorge Acosta odsłonił dwa pierwsze poziomy świątyni oraz główne schody, jednak nie natrafił na wejście do grobowca. Dopiero w 1994 roku zespół archeologów pod kierownictwem Arnoldo Gonzalesa Cruza odnalazł małe zamurowane wejście ulokowane na drugim poziomie budowli. Po usunięciu muru badacze natrafili na wąski, zasypany gruzem sześciometrowy korytarz prowadzący do wnętrza świątyni. Za nim znajdował się kolejny korytarz o długości ok. 15 metrów zbudowany z dużych bloków wapienia. Na jego krańcu znajdowały się trzy komory, z czego dwie były otwarte i puste, a trzecia zaplombowana kamiennym murem pokrytym stiukiem i czarnym pigmentem.
Archeolodzy, obawiając się uszkodzenia wewnętrznej ściany komory, postanowili przed jej otwarciem wywiercić niewielki otwór i zbadać wnętrze za pomocą małej kamery. Okazało się, że znajduje się tam nienaruszony sarkofag.

## Zawartość wnętrza

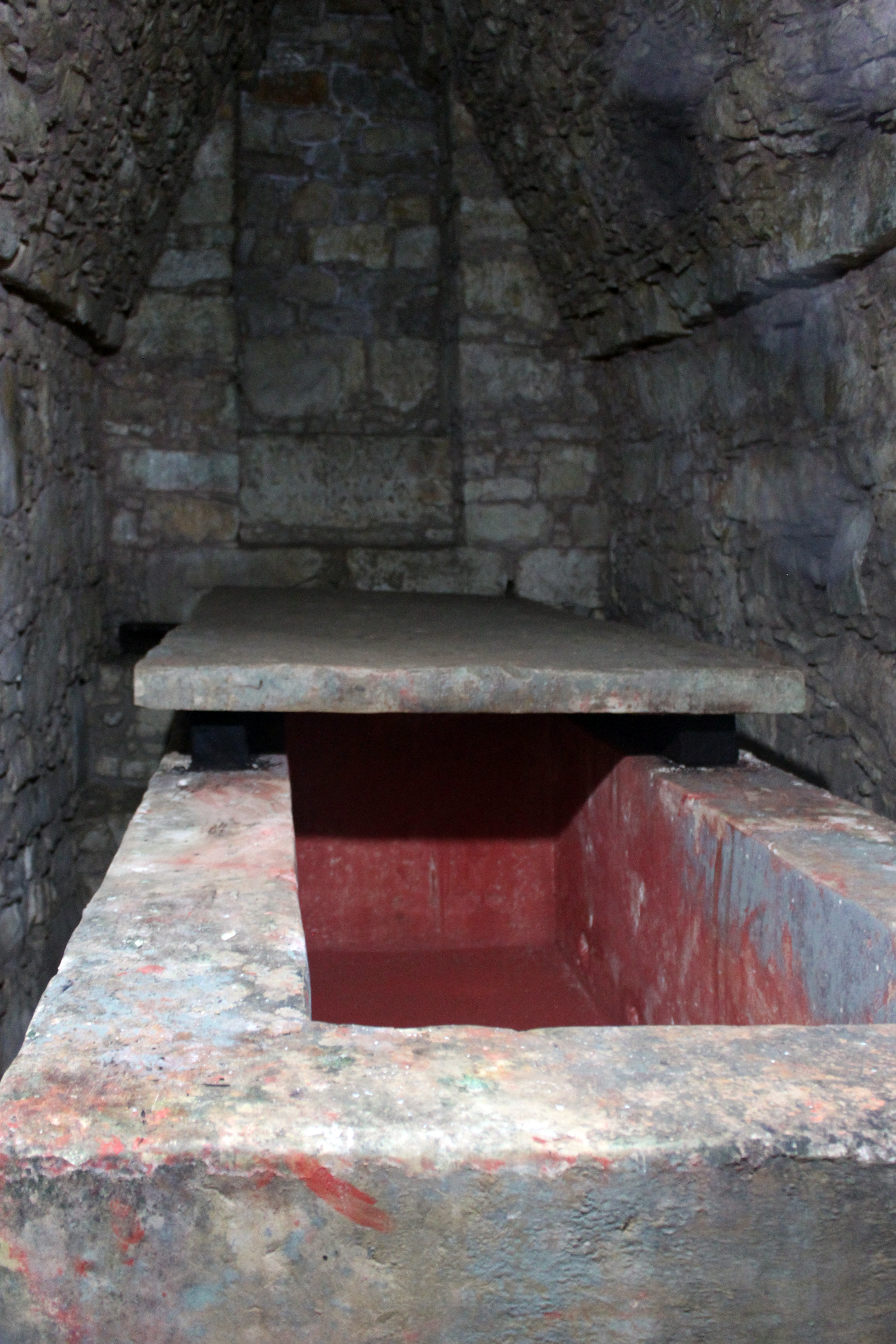
Wnętrze grobowca

Grobowiec mierzył 3,8 m długości i 2,5 m szerokości. Wnętrze nie zawierało żadnych zdobień, a większą część całego pomieszczenia zajmował sarkofag o długości 2,4 m i 1,8 m szerokości, przykryty monolityczną wapienną płytą o grubości 10 cm. Na jej wierzchu znajdowała się kadzielnica z pokrywką i małym przęślikiem. U podnóża zachodniego naroża sarkofagu złożono szczątki ok. jedenastoletniego chłopca, a w narożu wschodnim kobiety w wieku ok. 30-35 lat. Oboje byli prawdopodobnie sługami, którzy mieli towarzyszyć Czerwonej Królowej w podróży do Xibalby. Na pierwszym stopniu schodów prowadzących do komory położona była duża brązowa płyta ceramiczna oraz dwa naczynia. Ponadto na schodach znajdowały się ludzkie kości i inkrustowane jadeitem zęby.
Po udokumentowaniu i zabezpieczeniu artefaktów znajdujących się w komorze archeolodzy podjęli się otwarcia sarkofagu. W jego wnętrzu odkryli szczątki kobiety, której wiek oszacowali na ok. 40-45 lat. Otoczone były dużą liczbą przedmiotów z jadeitu, pereł, kości i muszli, które wcześniej były najpewniej naszyjnikami, kolczykami i bransoletami. Wokół czaszki znajdował się diadem wykonany z płaskich okrągłych koralików oraz kilka prostokątnych kawałków malachitu stanowiących część maski. W okolicy klatki piersiowej umieszczono dużą liczbę płaskich koralików oraz cztery obsydianowe ostrza. W północno-wschodnim narożniku sarkofagu znajdowała się też bardzo mała wapienna figurka umieszczona w muszli.
Wnętrze sarkofagu, szkielet oraz wszystkie przedmioty były pokryte jasnoczerwonym cynoberem.

## Badania
W celu dalszych badań szczątki przewieziono do laboratorium meksykańskiego Narodowego Instytutu Archeologii i Historii, gdzie przeprowadzono datowanie radiowęglowe, mikroskopię konfokalną oraz spektroskopię ramanowską. Z zachowanego materiału biologicznego badacze uzyskali też DNA. Ponadto ustalili, że w chwili śmierci kobieta miała ok. 60 lat i cierpiała na osteoporozę. W jej diecie znajdowało się dużo mięsa i miała bardzo zdrowe zęby jak na swój wiek, miejsce i czas, w którym żyła. Ponieważ grobowiec nie zawierał żadnych inskrypcji, nadal nie ma pewności co do jej tożsamości, choć badacze przypuszczają, że mogła to być Ix Tz’akbu Ajaw, żona Pakala Wielkiego, którego grobowiec znajduje się w pobliskiej Świątyni Inskrypcji.
Znalezioną w grobowcu ceramikę datuje się na lata 660-683 n.e., co odpowiada dacie śmierci Ix Tz’akbu Ajaw, która nastąpiła w 672 roku. Ostatecznego potwierdzenia jej tożsamości mogłoby dostarczyć porównanie próbek DNA kobiety oraz K’inich Kan Bahlama II, który mógł być jej synem. Dotychczas jednak nie odnaleziono jego grobowca.